# Cnemolia silacea
Cnemolia silacea là một loài bọ cánh cứng trong họ Cerambycidae.